# 埋葬惑星
『埋葬惑星』（まいそうわくせい）は、山科千晶による日本のライトノベル。イラストは昭次が担当。電撃文庫（メディアワークス）より2004年4月から12月まで刊行された。

## ストーリー
10歳で死んだ少年・マルコの慰霊用に作られた猫型アンドロイド、ジョーイがドールランドから脱走する話。

## 登場人物

### 主な登場人物
ジョーイ
主人公。
モノローグ
傭兵。
フラン
神官。
キルヒ
アンドロイド。

### 工房惑星トーラスの住民
ロゼ
アンドロイド。
エンドーサ
ロゼのマスター。
ジーク

### 埋葬惑星ドールランドの住民
ジル
アンドロイド。
フィズ
神官。
イレーヌ
アンドロイド

### 故人
マルコ
ジョーイのマスター
イーグリット

### 用語
埋葬惑星
神官

## 既刊一覧
- 山科千晶（著）・昭次（イラスト）、メディアワークス〈電撃文庫〉、全3巻
  - 『埋葬惑星 The Funeral Planet』、2004年4月10日発売[1]、ISBN 978-4840226530
  - 『埋葬惑星II Rose Doll Frantic』、2004年7月10日発売[2]、ISBN 978-4840227292
  - 『埋葬惑星III Bloody Moon，Holy Night』、2004年12月10日発売[3]、ISBN 978-4840228886